# Mehorikirall
Mehorikirall (Gallirallus dieffenbachii) är en utdöd fågel i familjen rallar inom ordningen tran- och rallfåglar.

## Utbredning och systematik
Fågeln återfanns tidigare på Chathamöarna. IUCN kategoriserar arten som utdöd och har inte setts sedan 1874. Den placeras ibland i släktet Cabalus eller Hypotaenidia. 

## Namn
Fågelns vetenskapliga artnamn hedrar Johann Karl Ernst Dieffenbach (1811–1855), tysk geolog, naturforskare, humanist och samlare av specimen verksam i Nya Zeeland 1839–1841.  Mehoriki (eller meriki) är Chathamöarnas ursprungsbefolkning moriorifolkets namn på fågeln.